# Elektronika B3-34
Б3-34 (Elektronika B3-34, izvirno rusko Электроника Б3-34) je mikroračunalo z obrnjenim poljskim zapisom (ОПЗ, RPN) za inženirsko računanje. Spada v drugo generacijo sovjetskih programabilnih kalkulatorjev. V trgovinah se je pojavil leta 1980 po ceni 85 rubljev.
Črka »Б« v imenu označuje »bitno tehniko«, 3 (številka 3, in ne črka »З«) pa vrsto naprave - kalkulatorja. Druge oznake so bile še: 2 - namizne ure, 5 - ročne ure, 7 - stenske ure itd. Oznaka 34 je številka modela.